# 4975 Dohmoto
4975 Dohmoto је астероид главног астероидног појаса чија средња удаљеност од Сунца износи 3,081 астрономских јединица (АЈ).
Апсолутна магнитуда астероида је 11,8.